# Zheng Shui
Zheng Shui är ett vattendrag i Kina. Det ligger i provinsen Hunan, i den södra delen av landet, omkring 150 kilometer söder om provinshuvudstaden Changsha. Zheng Shui ligger vid sjön Baiyutan Shuiku.
Genomsnittlig årsnederbörd är 1 658 millimeter. Den regnigaste månaden är maj, med i genomsnitt 253 mm nederbörd, och den torraste är oktober, med 28 mm nederbörd.